# La Cache
Pour les articles homonymes, voir La Cache (roman) et La Cache (film).
La Cache est une émission de télévision québécoise de géocaching diffusée sur VRAK.TV. La première saison a été diffusée du 23 juin 2008 au 15 septembre 2008. La deuxième saison a été diffusée du 25 mai 2009 au 3 août 2009. Pour la saison 2010, l'émission est remplacée par C.A.M.P., une série qui apprend aux jeunes à devenir moniteurs de camps de jours à travers plusieurs épreuve.

## Synopsis
La Cache est une chasse au trésor technologique. Douze participants âgés de 12 à 17 ans sont divisés en deux équipes différentes : les bleus et les verts. Ils doivent trouver des « caches » dissimulées aux quatre coins de Montréal dans des lieux inusités. Pour y parvenir, la moitié de chaque équipe est à son quartier-général (QG) respectif, tandis que l’autre moitié se trouve sur le terrain. Ils devront faire preuve de logique, de courage et de curiosité pour parvenir à réussir les épreuves qui leur donneront des points. Cependant, le nombre de points alloués à chaque épreuve n’est dévoilé que lorsque les deux équipes ont terminé. Chaque semaine, soit on donne l’immunité à un joueur d’une seule équipe ou on élimine un joueur.
Pour trouver les réponses des énigmes, les personnes dans le quartier-général doivent souvent utiliser Internet. Ils utilisent, notamment, l’encyclopédie Wikipédia et le moteur de recherche Google.

## L’animateur

### Saison 1
Emmanuel Bilodeau est l’animateur de la première saison de La Cache. Il est né le 29 août 1964 à Hull, au Québec. On a pu le voir dans plusieurs séries télévisées (notamment dans René Lévesque : Le destin d’un chef et Le sketch show) et dans plusieurs films québécois.

### Saison 2
Patrice Bélanger est l’animateur de la deuxième saison de La Cache. Il est né le 3 mai 1975 à Gatineau (Québec). On a pu le voir dans plusieurs séries télévisées (notamment dans Réal-TV, Les Lavigueur, la vraie histoire et Roxy) et dans quelques films québécois, dont Bon Cop, Bad Cop.

## Les participants

### Saison 1
Voici la liste des participants lors de la première saison de La Cache. L’âge indiquée est celle du participant lors de la diffusion de la saison.
- Mathieu Samson (nom de code : Mathos), 16 ans (Grand gagnant)
- Fabien Dubeau (nom de code : Fabulous), 13 ans (Grand finaliste)
- Patricia Thibault (nom de code : Paprika), 15 ans (Grande finaliste)
- Ann Julie L. (nom de code : Annaj), 15 ans
- Catherine Hannigan (nom de code : Fofolle Sauvage), 15 ans
- Michaël Bernier (nom de code : Mastermic), 16 ans
- Marie-Annick Cloutier (nom de code : Fouky), 15 ans
- Yanick Bernard (nom de code : Mr Burn), 17 ans
- Gabrielle Maude Gingras (nom de code : Chiquita), 13 ans
- Daphné Forest (nom de code : Hoosa), 14 ans
- Marie-Félix Lavoie (nom de code : Spatule Chauve), 14 ans
- Gabriel Raymond-Dufour (nom de code : Big Juice), 14 ans
- Myriam Grenier-Vaillancourt (nom de code : Larry le homard), 28 ans

### Saison 2
Voici la liste des participants lors de la deuxième saison de La Cache. L’âge indiquée est celle du participant lors de la diffusion de la saison.
- Jonathan Massé (nom de code : EJ3), 15 ans (Grand gagnant)
- Maïtée Turcotte (nom de code : Maïo), 14 ans (Grande finaliste)
- Jérémy Mercier (nom de code : Tigre Blond), 12 ans (Grand finaliste)
- Christopher Bonneau (nom de code : Tofu), 16 ans
- Ève Leblanc-Bouchard (nom de code : Red), 13 ans
- Jonathan Lupien (nom de code : Ti-Brin22), 15 ans
- Gaël Rajotte-Soucy (nom de code : DC72), 13 ans
- Cédric Delisle (nom de code : Belette Fouineuse), 14 ans
- Marie-Ève Boucher (nom de code : Bretzel41), 14 ans
- Vanessa Bilodeau (nom de code : Super Van), 14 ans
- Chloé Massicotte (nom de code : Cloune_18), 14 ans
- Cynthia Marchand (nom de code : Ringolo13), 15 ans

## Récapitulatif

### Saison 1
La première saison de La Cache fut diffusée du 23 juin 2008 au 8 septembre 2008. L'animateur est Emmanuel Bilodeau. Il y a 12 participants et 14 épisodes. Elle a été rediffusée pendant la période des fêtes de 2009-2010.
| Mathieu         | Équipe gagnante | Équipe perdante     | Équipe gagnante     | Équipe gagnante      | Équipe perdante      | Équipe gagnante      | Équipe perdante      | Équipe gagnante      | Équipe gagnante      | Équipe perdante       | Équipe gagnante       | Vainqueur             |                       |                       |                       |                       |                       |                       |                       |                       |                       |
| Fabien          | Équipe gagnante | Équipe perdante     | Équipe gagnante     | Équipe gagnante      | Équipe perdante      | Équipe gagnante      | Équipe perdante      | Équipe gagnante      | Équipe perdante      | Équipe gagnante       | Équipe gagnante       | Finaliste             |                       |                       |                       |                       |                       |                       |                       |                       |                       |
| Patricia        | Équipe gagnante | Équipe perdante     | Équipe gagnante     | Équipe gagnante      | Équipe perdante      | Équipe gagnante      | Équipe perdante      | Équipe gagnante      | Équipe gagnante      | Équipe gagnante       | Équipe gagnante       | Finaliste             |                       |                       |                       |                       |                       |                       |                       |                       |                       |
| Ann Julie       | Équipe gagnante | Équipe perdante     | Équipe gagnante     | Équipe gagnante      | Équipe perdante      | Équipe gagnante      | Équipe perdante      | Équipe gagnante      | Équipe perdante      | Équipe perdante       | Éliminée (Épisode 12) | Éliminée (Épisode 12) | Éliminée (Épisode 12) | Éliminée (Épisode 12) | Éliminée (Épisode 12) | Éliminée (Épisode 12) | Éliminée (Épisode 12) | Éliminée (Épisode 12) | Éliminée (Épisode 12) | Éliminée (Épisode 12) | Éliminée (Épisode 12) |
| Catherine       | Équipe perdante | Équipe gagnante     | Équipe perdante     | Équipe perdante      | Équipe gagnante      | Équipe perdante      | Équipe gagnante      | Équipe perdante      | Équipe gagnante      | Équipe perdante       | Éliminée (Épisode 12) | Éliminée (Épisode 12) | Éliminée (Épisode 12) | Éliminée (Épisode 12) | Éliminée (Épisode 12) | Éliminée (Épisode 12) | Éliminée (Épisode 12) | Éliminée (Épisode 12) | Éliminée (Épisode 12) | Éliminée (Épisode 12) | Éliminée (Épisode 12) |
| Michaël         | Équipe perdante | Équipe gagnante     | Équipe perdante     | Équipe perdante      | Équipe gagnante      | Équipe perdante      | Équipe gagnante      | Équipe perdante      | Équipe gagnante      | Équipe gagnante       | Éliminé (Épisode 12)  | Éliminé (Épisode 12)  | Éliminé (Épisode 12)  | Éliminé (Épisode 12)  | Éliminé (Épisode 12)  | Éliminé (Épisode 12)  | Éliminé (Épisode 12)  | Éliminé (Épisode 12)  | Éliminé (Épisode 12)  | Éliminé (Épisode 12)  | Éliminé (Épisode 12)  |
| Marie-Annick    | Équipe gagnante | Équipe perdante     | Équipe gagnante     | Équipe gagnante      | Équipe perdante      | Équipe gagnante      | Équipe perdante      | Équipe gagnante      | Équipe perdante      | Éliminée (Épisode 10) | Éliminée (Épisode 10) | Éliminée (Épisode 10) | Éliminée (Épisode 10) | Éliminée (Épisode 10) | Éliminée (Épisode 10) | Éliminée (Épisode 10) | Éliminée (Épisode 10) | Éliminée (Épisode 10) | Éliminée (Épisode 10) | Éliminée (Épisode 10) |                       |
| Yanick          | Équipe perdante | Équipe gagnante     | Équipe perdante     | Équipe perdante      | Équipe gagnante      | Équipe perdante      | Équipe gagnante      | Équipe perdante      | Éliminé (Épisode 9)  | Éliminé (Épisode 9)   | Éliminé (Épisode 9)   | Éliminé (Épisode 9)   | Éliminé (Épisode 9)   | Éliminé (Épisode 9)   | Éliminé (Épisode 9)   | Éliminé (Épisode 9)   | Éliminé (Épisode 9)   | Éliminé (Épisode 9)   | Éliminé (Épisode 9)   |                       |                       |
| Gabrielle-Maude | Équipe perdante | Équipe gagnante     | Équipe perdante     | Équipe perdante      | Équipe gagnante      | Équipe perdante      | Équipe gagnante      | Éliminée (Épisode 8) | Éliminée (Épisode 8) | Éliminée (Épisode 8)  | Éliminée (Épisode 8)  | Éliminée (Épisode 8)  | Éliminée (Épisode 8)  | Éliminée (Épisode 8)  | Éliminée (Épisode 8)  | Éliminée (Épisode 8)  | Éliminée (Épisode 8)  | Éliminée (Épisode 8)  |                       |                       |                       |
| Daphné          | Équipe perdante | Équipe gagnante     | Équipe perdante     | Équipe perdante      | Équipe gagnante      | Éliminée (Épisode 6) | Éliminée (Épisode 6) | Éliminée (Épisode 6) | Éliminée (Épisode 6) | Éliminée (Épisode 6)  | Éliminée (Épisode 6)  | Éliminée (Épisode 6)  | Éliminée (Épisode 6)  | Éliminée (Épisode 6)  | Éliminée (Épisode 6)  | Éliminée (Épisode 6)  |                       |                       |                       |                       |                       |
| Marie-Félix     | Équipe perdante | Équipe gagnante     | Équipe perdante     | Éliminée (Épisode 4) | Éliminée (Épisode 4) | Éliminée (Épisode 4) | Éliminée (Épisode 4) | Éliminée (Épisode 4) | Éliminée (Épisode 4) | Éliminée (Épisode 4)  | Éliminée (Épisode 4)  | Éliminée (Épisode 4)  | Éliminée (Épisode 4)  | Éliminée (Épisode 4)  |                       |                       |                       |                       |                       |                       |                       |
| Gabriel         | Équipe gagnante | Éliminé (Épisode 2) | Éliminé (Épisode 2) | Éliminé (Épisode 2)  | Éliminé (Épisode 2)  | Éliminé (Épisode 2)  | Éliminé (Épisode 2)  | Éliminé (Épisode 2)  | Éliminé (Épisode 2)  | Éliminé (Épisode 2)   | Éliminé (Épisode 2)   | Éliminé (Épisode 2)   |                       |                       |                       |                       |                       |                       |                       |                       |                       |

Légende :
- Équipe des Bleus
- Équipe des Verts
- Le participant a gagné l'immunité (dans l'équipe des bleus)
- Le participant a gagné l'immunité (dans l'équipe des verts)

- Les épisodes 1, 3 et 5 étaient pour l'immunité.
- Les épisodes 2, 4, 6, 8, 9, 10 et 11/12 étaient des épisodes éliminatoires.
- L’équipe des verts était à risque pour l'élimination lors des épisodes 2 et 9.
- L’équipe des bleus était à risque pour l'élimination lors des épisodes 4, 6, 8 et 10.
- L'équipe des bleus a remporté un prix spécial lors de l'épisode 7.
- À partir de l'épisode 9, les équipes étaient reformées à chaque épisode.
- L'épisode 1 comme affiché dans le tableau était en fait le deuxième épisode de la saison. Le premier épisode était une émission spéciale qui nous montrait les auditions.

### Saison 2
La deuxième saison de La Cache fut diffusée du 25 mai 2009 au 3 août 2009. L'animateur est Patrice Bélanger. Il y a 12 participants et 11 épisodes.
| Jonathan M. | Équipe gagnante | Équipe perdante      | Équipe perdante      | Équipe gagnante      | Équipe perdante      | Équipe gagnante      | Équipe gagnante      | Équipe perdante      | Équipe gagnante      | Vainqueur            |                      |                      |                      |                      |                      |                      |                      |                      |                      |
| Maïtée      | Équipe gagnante | Équipe perdante      | Équipe perdante      | Équipe gagnante      | Équipe perdante      | Équipe gagnante      | Équipe gagnante      | Équipe perdante      | Équipe gagnante      | Finaliste            |                      |                      |                      |                      |                      |                      |                      |                      |                      |
| Jérémy      | Équipe gagnante | Équipe perdante      | Équipe perdante      | Équipe gagnante      | Équipe perdante      | Équipe gagnante      | Équipe gagnante      | Équipe perdante      | Équipe gagnante      | Finaliste            |                      |                      |                      |                      |                      |                      |                      |                      |                      |
| Christopher | Équipe perdante | Équipe gagnante      | Équipe gagnante      | Équipe perdante      | Équipe gagnante      | Équipe perdante      | Équipe perdante      | Équipe gagnante      | Éliminé (Épisode 9)  | Éliminé (Épisode 9)  | Éliminé (Épisode 9)  | Éliminé (Épisode 9)  | Éliminé (Épisode 9)  | Éliminé (Épisode 9)  | Éliminé (Épisode 9)  | Éliminé (Épisode 9)  | Éliminé (Épisode 9)  | Éliminé (Épisode 9)  | Éliminé (Épisode 9)  |
| Ève         | Équipe perdante | Équipe gagnante      | Équipe gagnante      | Équipe perdante      | Équipe gagnante      | Équipe perdante      | Équipe perdante      | Équipe gagnante      | Éliminée (Épisode 9) | Éliminée (Épisode 9) | Éliminée (Épisode 9) | Éliminée (Épisode 9) | Éliminée (Épisode 9) | Éliminée (Épisode 9) | Éliminée (Épisode 9) | Éliminée (Épisode 9) | Éliminée (Épisode 9) | Éliminée (Épisode 9) | Éliminée (Épisode 9) |
| Jonathan L. | Équipe perdante | Équipe gagnante      | Équipe gagnante      | Équipe perdante      | Équipe gagnante      | Équipe perdante      | Équipe perdante      | Équipe gagnante      | Éliminé (Épisode 9)  | Éliminé (Épisode 9)  | Éliminé (Épisode 9)  | Éliminé (Épisode 9)  | Éliminé (Épisode 9)  | Éliminé (Épisode 9)  | Éliminé (Épisode 9)  | Éliminé (Épisode 9)  | Éliminé (Épisode 9)  | Éliminé (Épisode 9)  | Éliminé (Épisode 9)  |
| Gaël        | Équipe gagnante | Équipe perdante      | Équipe perdante      | Équipe gagnante      | Équipe perdante      | Équipe gagnante      | Équipe gagnante      | Éliminé (Épisode 8)  | Éliminé (Épisode 8)  | Éliminé (Épisode 8)  | Éliminé (Épisode 8)  | Éliminé (Épisode 8)  | Éliminé (Épisode 8)  | Éliminé (Épisode 8)  | Éliminé (Épisode 8)  | Éliminé (Épisode 8)  | Éliminé (Épisode 8)  | Éliminé (Épisode 8)  |                      |
| Cédric      | Équipe perdante | Équipe gagnante      | Équipe gagnante      | Équipe perdante      | Équipe gagnante      | Équipe perdante      | Éliminé (Épisode 7)  | Éliminé (Épisode 7)  | Éliminé (Épisode 7)  | Éliminé (Épisode 7)  | Éliminé (Épisode 7)  | Éliminé (Épisode 7)  | Éliminé (Épisode 7)  | Éliminé (Épisode 7)  | Éliminé (Épisode 7)  | Éliminé (Épisode 7)  | Éliminé (Épisode 7)  |                      |                      |
| Marie-Ève   | Équipe perdante | Équipe gagnante      | Équipe gagnante      | Équipe perdante      | Équipe gagnante      | Éliminée (Épisode 6) | Éliminée (Épisode 6) | Éliminée (Épisode 6) | Éliminée (Épisode 6) | Éliminée (Épisode 6) | Éliminée (Épisode 6) | Éliminée (Épisode 6) | Éliminée (Épisode 6) | Éliminée (Épisode 6) | Éliminée (Épisode 6) | Éliminée (Épisode 6) |                      |                      |                      |
| Vanessa     | Équipe perdante | Équipe gagnante      | Équipe gagnante      | Éliminée (Épisode 4) | Éliminée (Épisode 4) | Éliminée (Épisode 4) | Éliminée (Épisode 4) | Éliminée (Épisode 4) | Éliminée (Épisode 4) | Éliminée (Épisode 4) | Éliminée (Épisode 4) | Éliminée (Épisode 4) | Éliminée (Épisode 4) | Éliminée (Épisode 4) |                      |                      |                      |                      |                      |
| Chloé       | Équipe gagnante | Équipe perdante      | Éliminée (Épisode 3) | Éliminée (Épisode 3) | Éliminée (Épisode 3) | Éliminée (Épisode 3) | Éliminée (Épisode 3) | Éliminée (Épisode 3) | Éliminée (Épisode 3) | Éliminée (Épisode 3) | Éliminée (Épisode 3) | Éliminée (Épisode 3) | Éliminée (Épisode 3) |                      |                      |                      |                      |                      |                      |
| Cynthia     | Équipe gagnante | Éliminée (Épisode 2) | Éliminée (Épisode 2) | Éliminée (Épisode 2) | Éliminée (Épisode 2) | Éliminée (Épisode 2) | Éliminée (Épisode 2) | Éliminée (Épisode 2) | Éliminée (Épisode 2) | Éliminée (Épisode 2) | Éliminée (Épisode 2) | Éliminée (Épisode 2) |                      |                      |                      |                      |                      |                      |                      |

Légende :
- Équipe des Bleus
- Équipe des Verts
- Le participant a gagné l'immunité (dans l'équipe des bleus)
- Le participant a gagné l'immunité (dans l'équipe des verts)

- Les épisodes 1, 3, 5 et 7 étaient pour l'immunité.
- Les épisodes 2, 3, 4, 6, 7, 8 et 9 étaient des épisodes éliminatoires.
- L’équipe des bleus était à risque pour l'élimination lors des épisodes 2, 3 et 8.
- L’équipe des verts était à risque pour l'élimination lors des épisodes 4, 6 et 7.
- Les épisodes 3 et 7 était à la fois un épisode éliminatoire et pour l'immunité.
- L'épisode 1 comme affiché dans le tableau était en fait le deuxième épisode de la saison. Le premier épisode était une émission spéciale qui nous montrait les auditions.

## Commentaires
L’émission a donné naissance à un jeu en ligne, qui consiste à réaliser des missions. Il y a une mission par semaine et le jeu se trouve sur le site de l’émission.